# Хайнрих (Салии)
Вижте пояснителната страница за други личности с името Хайнрих.
Хайнрих също Хайнрих фон Вормс, също Хайнрих фон Шпайер (на немски: Heinrich, Heinrich von Speyer, Heinrich von Worms, * 970, † 998/пр. 1000) от Салическата династия, e граф на Вормсгау.

## Произход
Той е най-възрастният син на Ото (948 – 1004), херцог на Каринтия, и съпругата му Юдит († 991), вероятно дъщеря на граф Хайнрих от Бавария, син на Арнулф I Лошия, херцог на Бавария. Брат е на Папа Григорий V (упр. 996 – 999). Правнук е на император Ото I.
Хайнрих умира преди баща си и е погребан в катедралата на Вормс.

## Фамилия
Хайнрих се жени за Аделхайд от Мец († 1039/1046) от фамилията Матфриди, дъщеря на Рихард (* 950, † 986), граф на Мец (965 – 986). Тя е сестра на графовете Герхард и Адалберт II. Те имат две деца:
- Конрад II (* 12 юли 990, † 4 юни 1039), 1024 г. избран за немски крал и 1027 г. коронован за император на Свещената Римска империя
- Юдит († 998)

След смъртта му Аделхайд се омъжва за Херман граф в Бретахгау или за граф Попо от Попоните.